# Macroderes endroedyi
Macroderes endroedyi är en skalbaggsart som beskrevs av Frolov och Clarke H. Scholtz 2004. Macroderes endroedyi ingår i släktet Macroderes och familjen bladhorningar. Inga underarter finns listade i Catalogue of Life.